# فرانسيسكو غروسو
فرانسيسكو غروسو (بالإيطالية: Francesco Grosso)‏ (15 نوفمبر 1921 بتورينو في إيطاليا - ) هو لاعب كرة قدم إيطالي في مركز الوسط. لعب مع نادي إمبولي ونادي كاسالي ونادي كومو ويوفنتوس واتحاد بافيا لكرة القدم ويوفي ستابيا.

## وصلات خارجية
- فرانسيسكو غروسو على موقع قاعدة بيانات كرة القدم.إي يو (الإنجليزية)
- فرانسيسكو غروسو على موقع عالم كرة القدم.نت (الإنجليزية)